# Kaichō on
Kaichō on (ja, 海潮音), Bruit de la mer, Son de la marée ou aussi Le Bruit de la marée ») est une anthologie japonaise de poésie européenne compilée par l'écrivain Bin Ueda, publiée pour la première fois en octobre 1905. Elle contient les traductions de 57 poèmes de 29 poètes différents, allemands, anglais, français et italien, encore rééditée de nos jours et toujours très populaire.

## Vue d'ensemble
Ueda publie l'anthologie à l'âge de 37 ans, alors qu'il est maître de conférences à l'Université de Tokyo. Il traduit de l'anglais les poèmes en italien et provençal. Déjà dans les années 1895 et suivantes, Ueda s'intéresse en tant qu'élève à la poésie et aux cercles de poètes européens. Il écrit à ce sujet dans le magazine Teikoku bungaku (帝国文学). Il y appelle les auteurs japonais à concentrer leur attention tout particulièrement sur la production de l'époque victorienne. Il critique en outre le « nouveau style de poésie » (新体詩, shintaishi) qui apparaît peu avant le changement de siècle (1899).
Des poèmes choisis pour l'anthologie paraissent à l'avance, de décembre 1902 jusqu'en septembre 1905, dans diverses revues comme Myōjō (明星), Mannensei (万年青) et Shirayuri (白百合). Bien que sa sélection se compose essentiellement de poèmes anciens, Ueda commence en 1905, peu avant la première édition de l'anthologie, à s'intéresser aux poètes français rattachés aux groupes des Parnassiens et des symbolistes. Il retient six poèmes des premiers et 22 poèmes des seconds dans le Kaichō on.
C'est en particulier la poésie des symbolistes qui influence les symbolistes japonais Ariake Kambara, Hakushū Kitahara et Rofū Miki.

## Poètes représentés
La liste suivante rassemble les poètes figurant dans l'anthologie tels que choisis par Bin Ueda, classés par groupe et par ordre alphabétique :
- Poètes parnassiens 
  - François Coppée
  - José-Maria de Heredia
  - Charles Leconte de Lisle
  - Sully Prudhomme
- Symbolistes
  - Charles Baudelaire
  - Stéphane Mallarmé
  - Jean Moréas
  - Henri de Régnier
  - Georges Rodenbach
  - Albert Samain
  - Émile Verhaeren
  - Paul Verlaine
  - Francis Vielé-Griffin
- Autres poètes
  - Dante Alighieri
  - Wilhelm Arent (de)
  - Théodore Aubanel
  - Paul Barsch (de)
  - Robert Browning
  - Carl Hermann Busse (de)
  - Eugen Croisant
  - Gabriele D’Annunzio
  - Arturo Graf
  - Heinrich Heine
  - Victor Hugo
  - Heriberte von Poschinger
  - Christina Rossetti
  - Dante Gabriel Rossetti
  - William Shakespeare
  - Theodor Storm

## Éditions
- Kaichō on, Verlag Shinchō Bunko, 1952 (réimpr. 2006).
- Yamanouchi Yoshio (dir.), Ueda Bin zenwaku shishū (上田敏全訳詩集). Édition complète des poèmes traduits par Bin Ueda, Iwanami Bunko,‎ 1962 (réimpr. 2010).
- Musée de la littérature moderne japonaise (dir.), Kaichō on, Holp Publishing, 1980.
- Kawamori Yoshizō (dir.), Nihon no Shiika 28 shinsō (日本の詩歌 28 新装), Chūōkōron Shinsha (ondemand),‎ 2003.
- Kaichō on, Nihon Tosho Center, 2006 (réimpr. Centre japonais du livre [日本図書センター]).
- Kindai Roman-ha bunko 12: Bansui Doi, Bin Ueda (近代浪漫派文庫12　土井晩翠／上田敏), Shingakusha,‎ 2006.

## Source de la traduction
- (de) Cet article est partiellement ou en totalité issu de l’article de Wikipédia en allemand intitulé « Kaichō on » (voir la liste des auteurs).